# Magnolia chapensis
Magnolia chapensis là một loài thực vật có hoa trong họ Magnoliaceae. Loài này được (Dandy) Sima mô tả khoa học đầu tiên năm 2001.